# Markus Miller
Markus Miller (nacido el 8 de abril de 1982) es un exportero alemán que jugó por última vez para el club alemán Hannover 96.

## Carrera
Nacido en im Allgäu Lindenberg, Miller comenzó a jugar al fútbol a nivel local de aficionados del FC Lindenberg y se trasladó más tarde al FC Wangen, otro equipo amateur regional.
En 2000, Miller se trasladó a la Bundesliga VfB Stuttgart lado, aunque en general, jugó para su equipo de reserva en la tercera división Regionalliga Süd, donde hizo un total de 44 partidos con el equipo durante las siguientes dos temporadas. Sólo de vez en cuando se sentó en el banquillo de Stuttgart, equipo de profesionales de la Bundesliga, sin hacer apariciones en primera división a lo largo de las dos temporadas con el club. Luego pasó a hacer un movimiento a continuación Regionalliga Süd FC Augsburg para la temporada 2002-03, posteriormente, haciendo un total de 18 partidos de liga durante la temporada.
En el verano de 2003, Miller hizo un movimiento a la segunda Bundesliga lado Karlsruher SC, pero no pudo hacer una única aparición en el primer equipo en su primera temporada con el club. Sin embargo, se convirtió en portero titular del club para la temporada 2004-2005 e hizo su debut profesional el 7 de agosto de 2004 en la casa de 1.1 KSC señalar a Wacker Burghausen en la Bundesliga Segunda. Llegó a hacer 30 apariciones en la liga esa temporada, y la temporada siguiente, jugó en los 34 partidos de la Bundesliga de Segunda KSC.
Miller siguió siendo portero titular KSC en la temporada 2006-2007 de la Bundesliga En segundo lugar, faltan sólo cuatro partidos. El 9 de octubre de 2006, extendió su contrato con KSC hasta el 30 de junio de 2009.
Miller es a menudo comparado con la leyenda KSC portero Oliver Kahn, quien jugó para el club desde su infancia hasta que la transferencia de 1994 y el Bayern Munich, pero no se siente cómodo con la comparación. Los aficionados lo apodado Killer Miller después de una actuación sensacional Copa de Alemania contra el 1. FSV Maguncia 05 el 21 de septiembre de 2004, cuando salvó los tres intentos de sanción desde el lado Mainz durante la tanda de penaltis. Otra de sus actuaciones de alta calidad para KSC llegó el 16 de octubre de 2006 en el derby de distancia en 1. FC Köln en la Bundesliga En segundo lugar, en la que sorprendentemente salvó varios disparos a corta distancia en la segunda mitad y ayudó a KSC para conducir a casa un punto como el partido terminó en empate 1-1.
El 6 de noviembre de 2006, Miller fue elegido mejor portero de todo el sistema de la Bundesliga por los usuarios del sitio web oficial de la Bundesliga.
El 24 de octubre de 2008, Miller amplió su contrato con KSC por un año más hasta el 30 de junio de 2010. El 6 de mayo de 2010 confirmó que dejaría el Karlsruher SC, tras siete años al final de la temporada, [3] y el 2 de junio de 2010, firmó un contrato de dos años para el Hannover 96.

## Clubes
| Club             | País     | Año       |
| ---------------- | -------- | --------- |
| VfB Stuttgart II | Alemania | 2000-2002 |
| FC Augsburg      | Alemania | 2002-2003 |
| Karlsruher SC    | Alemania | 2003-2010 |
| Hannover 96      | Alemania | 2010-2015 |